# Luminar
Luminar is een Nederlands muzikaal duo uit Utrecht dat bestaat uit singer-songwriter Sofia Dragt en producer Evert Z. Het duo werd gevormd in 2018. De naam "Luminar" werd ontleend aan de tv-serie The 100. Nog dat jaar werd er werk uitgebracht in de vorm van drie singles en de ep Moving slow. In 2019 volgde de single Still moving on. In november 2020 brachten ze hun debuutalbum Go on uit.
Het duo is beïnvloed door Ólafur Arnalds, Sigur Rós, Bon Iver en London Grammar.

## Discografie
- Moving slow, 2018 (ep)
- Go on, 2020 (album)